# Santalezi
Santalezi is een plaats in de gemeente Sveta Nedelja in de Kroatische provincie Istrië. De plaats telt 155 inwoners (2001).